# Hamilton, Nya Zeeland
Hamilton är Nya Zeelands största inlandsstad och femte största stad med ca 120 000 invånare. Staden är belägen relativt centralt på Nordön och ligger vid landets största flod Waikatofloden och är huvudort i regionen Waikato. Hamilton har växt fram ur en liten militärbosättning från mitten av 1800-talet till en centralort för hela regionen. Idag är staden en viktig transportknutpunkt då bland annat vägen SH1 samt järnvägen mellan Auckland och Wellington passerar genom staden.

## Klimat
Hamilton har ett fuktigt, tempererat klimat med ca 1 184 mm regn årligen. Dagstemperaturen ligger i januari och februari mellan 22 och 26 °C samt i juli och augusti mellan 10 och 15 °C.

## Sevärdheter
- Waikato Museum of Art and History har en stor samling nyzeeländsk konst, samlingar kring Waikato-områdets historia och även de lokala maoris historia.
- Hamilton Gardens, i stadens södra utkant vid Waikatofloden, är den populäraste turistattraktionen. Här finns engelska, japanska och kinesiska trädgårdar med vackra paviljonger.
- Hot Air Baloon Fiesta är ett av de stora årliga arrangemangen i staden, som är ett centrum för ballongflygning.
- National Agricultural Fieldays i Mystery Creeks är Oceaniens största jordbruksmässa.